# Batalla de Dornach
La batalla de Dornach del 22 de juliol de 1499 va ser l'última confrontació militar entre la Lliga de Suàbia, al comandament del comte Enric de Fürstenberg, i la Confederació Suïssa durant la Guerra de Suàbia.
Les tropes de la Lliga de Suàbia, enviades per l'emperador Maximilià I, avançaven des del Sundgau (Alsàcia) cap al castell de Dorneck al costat de Dornach, la primera fortificació en territori suís. També els confederats suïssos es dirigien a aquest castell per protegir-ho de l'atac imminent. El 21 de juliol a la tarda, l'exèrcit suabi va aconseguir la regió de Birseck, va muntar moltes peces d'artilleria i envoltà la fortalesa. El cap dels assetjats va aconseguir enviar a Liestal un missatger, que va creuar les línies enemigues sense que els sentinelles ho advertissin, amb l'encàrrec de constrènyer els compatriotes a acudir sense demora en auxili dels assetjats.
El 22 de juliol al matí, els suabis van començar a bombarbejar el castell, mentre la resta dels soldats romanien en les tendes de campanya. Des de l'altiplà del Gempen, les tropes de Berna i Soleura van poder contemplar el campament de l'enemic. Quan va arribar el contingent principal de Zúric i Berna, tots junts es van aproximar desapercebudament als suabis i els van sorprendre en el seu propi campament, matant-ne molts. Animats per la victòria inicial, els confederats van avançar precipitadamente i es van topar amb una guàrdia romanda que havia acampat a Reinach, en l'altra riba del riu Birs. La batalla va durar moltes hores i els suïssos van haver de replegar-se cap al castell de Dorneck. En fosquejar van baixar del Gempen altres 1000 soldats de reforç dels cantons de Llucana i Zug, i obligaren a les tropes de l'emperador a retirar-se.
Els confederats suïssos es van apoderar d'un gran botí, molts canons, la caixa de l'exèrcit i nombrosos estendards. Molts nobles van caure en el combat, entre ells el comandant Fürstenberg. La notícia de l'aclaparadora derrota en Dornach es va difondre ràpidament pel sud d'Alemanya i a Alsàcia. El 22 de setembre de 1499, Maximilià I d'Habsburg va signar la Pau de Basilea.